# Сандер ван дер Ейк
Сандер ван дер Ейк (2 травня 1991) — нідерландський футбольний арбітр. В основному судить матчі в першому дивізіоні. Ігри в Ередивізі судить з 2019 року. Арбітр ФІФА та УЄФА з 2022 року.

## Суддівська кар'єра
Ван дер Ейкд дебютував у другому ешелоні чемпіонату Нідерландів в матчі «Йонг Утрехт» — «Валвейк». Гра завершилась з рахунком 1–3, а ван дер Ейк показав чотири жовті картки.
21 жовтня 2018 року судив матч між командами «Мехелен» і «Беєрсхот-Вілрейк» у Першому дивізіоні Бельгії.
Дебютував в Ередивізі 2 квітня 2019 року в матчі «Гераклес» — «Віллем II», який завершився з рахунком 3–4.
На відбіркових матчах чемпіонату світу, Ліги Націй УЄФА Сандер ван дер Ейк працював четвертим арбітром.
Свій перший матч на рівні збірних провів 11 вересня 2023 року коли збірна Словаччини перемогла збірну Ліхтенштейна з рахунком 3–0. В цьому матчі ван дер Ейк показав чотири жовті картки..